# News Leben
News Leben (Eigenschreibweise: NEWS LEBEN) ist ein österreichisches Gesundheitsmagazin der NEWS-Verlagsgruppe, mit Sitz in Wien. Es erscheint seit 2004 in einem monatlichen Rhythmus. Ähnlich wie alle Magazine der News-Verlagsgruppe besitzt es einen hohen Bildanteil.

## Geschichte
Aufgrund der vergangenen Erfolge mehrerer Line Extensions (Spin Offs) der damaligen Verlagsgruppe wurde auch für den Lesermarkt der an Gesundheitsthemen Interessierten eine Zeitschrift herausgebracht. Anfänglich als Beilage des Magazins News, später als selbstständiges Produkt, erschien „News Leben“ ab 2005 auf dem österreichischen Zeitschriftenmarkt.

## Inhalt
Ursprünglich als reiner Gesundheitstitel konzipiert, wurden das Heftkonzept und die Blattlinie mehrfach umgestaltet.
2009 kam es zu einem umfassenden Wechsel sowohl in der Redaktion, als auch in den restlichen Bereichen des Titels. Seit damals fokussiert sich „News Leben“ verstärkt auf einen präventivmedizinischen und serviceorientierten Inhalt. Mit praxisnahen Tipps und fachlich fundierten, aber leicht verständlichen Beiträgen sollen Anregungen zu einem gesunden Leben bzw. Lebensstil aufgezeigt werden.
Die Kernleserschaft hat sich seit dieser Neuausrichtung zum Lifestyle-Magazin weiter verjüngt. Dadurch ergibt sich ein weiterer Unterschied zu den bestehenden Gesundheitstiteln (Medizin Populär, Gesundheit, Gesünder Leben etc.) des österreichischen Marktes, die sich eher an ein älteres Publikum wenden.

## Verlagsgruppe
Die Verlagsgruppe News befindet sich zu 56 Prozent im Eigentum der Bertelsmann-Tochter Gruner + Jahr, die Raiffeisen Zentralbank hält 25,3 Prozent der Anteile, die Blattgründer Wolfgang Fellner und Helmuth Fellner 18,7 Prozent.
Zur News-Gruppe gehören auch die Zeitschriften profil, Format, Trend, woman, 1st, Die Bühne, Autorevue, Yachtrevue, Golfrevue, Xpress, News Exklusiv, Gusto, e-media und TV-Media. Über das Verlagshaus Mediaprint ist die News-Gruppe wirtschaftlich mit den auflagestarken Tageszeitungen Kronen Zeitung und Kurier verflochten.